# سان مارتين دي لا فيرخين دي مونكايو
بلدية سان مارتين دي لا فيرخين دي مونكايو (بالإسبانية: San Martín de la Virgen de Moncayo) هي بلدية تقع في مقاطعة سرقسطة التابعة لمنطقة أراغون شمال شرق إسبانيا.

## الديموغرافيا
بلغ عدد سكان بلدية سان مارتين دي لا فيرخين دي مونكايو 285 نسمة عام 2011 (وفقاً للمعهد الوطني الإسباني للإحصاء).
| 314 | 306 | 296 | 290 | 284 | 300 | 285 |